# Черионе
Черио̀не (на италиански: Cerrione; на пиемонтски: Cerion, Черион) е малко градче и община в Северна Италия, провинция Биела, регион Пиемонт. Разположено е на 250 m надморска височина. Населението на общината е 2926 души (към 2010 г.).